# Constantine Bae Ki Hyen
Constantine Bae Ki Hyen (* 1. Februar 1953 in Masan, Südkorea) ist ein koreanischer Geistlicher und emeritierter römisch-katholischer Bischof von Masan.

## Leben
Constantine Bae Ki Hyen empfing am 28. Januar 1985 durch den Bischof von Masan, Joseph Byeong Hwa Chang, das Sakrament der Priesterweihe.
Am 19. April 2016 ernannte ihn Papst Franziskus zum Bischof von Masan. Der emeritierte Bischof von Chuncheon, John Chang-yik, spendete ihm am 8. Juni desselben Jahres die Bischofsweihe; Mitkonsekratoren waren die emeritierten Bischöfe von Masan, Francis Xavier Ahn Myong-ok und Michael Pak Jeong-il.
Papst Franziskus nahm am 27. August 2022 seinen vorzeitigen Rücktritt an.